# Krapkowice (gmina)
Krapkowice est une gmina mixte du powiat de Krapkowice, Opole, dans le sud-ouest de la Pologne. Son siège est la ville de Krapkowice, qui se situe environ 23 km au sud de la capitale régionale Opole.
La gmina couvre une superficie de 97,44 km2 pour une population de 24 602 habitants.

## Géographie
Outre la ville de Krapkowice, la gmina inclut les villages de Borek, Dąbrówka Górna, Gwoździce, Jarczowice, Kórnica, Ligota, Nowy Dwór Prudnicki, Pietna, Posiłek, Rogów Opolski, Ściborowice, Steblów, Wesoła, Żużela et Żywocice.
La gmina borde les gminy de Głogówek, Gogolin, Strzeleczki, Walce et Zdzieszowice.